# Chiesa della Tenutella
La chiesa della Tenutella è un edificio religioso, oramai ridotto a rudere, che si trova a Santa Venerina.

## Descrizione
Guardandola attentamente e per il materiale impiegato e per il suo stile architettonico, non può che trattarsi di un edificio di un certo decoro da assegnare tra la fine del XVIII secolo e gli inizi del secolo successivo. Di questa chiesa non si hanno notizie certe, si dice che faceva parte di un monastero dei benedettini. Risulta che anni fa, in occasione di scavi eseguiti nelle vicinanze, siano stati rinvenuti resti umani. Di certo sappiamo che in quel luogo, nel 1748, fu autorizzata da un'ordinanza del tribunale di Acireale la costruzione di un fondaco "per poter liberamente li passeggeri e li bordonari albergarsi così di notte come di giorno, e maggiormente che si trova vicino la sciara e li boschi e non ponno avanzare li bordonari e li passeggeri... per timore di essere derubati". Nelle nicchie del prospetto della chiesetta ci sono due affreschi che raffigurano rispettivamente La Sacra Famiglia e Tobia che cammina sulle acque, attribuiti alla scuola del pittore acese Pietro Paolo Vasta.